# Ингуши в Европе
Ингуши в Европе — диаспора ингушей в странах Европы. Численность по различным данным оценивается от 25 тысяч (2013 г.) до 200 тысяч человек. Из них наибольшее количество ингушей проживает в странах Западной, Северной и Восточной Европы: Франции, Германии, Бельгии, Австрии, Норвегии, Финляндии, Дании.

## История
В послереволюционный период в России некоторая часть ингушей, которые не хотели мириться с властью большевиков, эмигрировали в Европу. Среди них были активные общественные и политические лидеры Северного Кавказа Магомет Джабагиев, его брат Вассан-Гирей Джабагиев, журналист Джемалдин Албогачиев, полковник Муртазала Куриев и многие другие. Все они входили в общественно-политические союзы в Париже, Варшаве, Стамбуле и Берлине и занимались издательско-публицистической деятельностью. После окончания Второй мировой войны последовала вторая волна эмиграции представителей ингушского народа в Европу.

### Украина
На Украине на стороне украинской армии в боевых действиях участвуют ингуши из Европы, в том числе в составе батальона имени Джохара Дудаева.

## Представители диаспоры
- Парчиева Пара Ражаповна — доктор филологических наук, профессор университета Сорбонны во Франции, кавалер ордена Академических пальм третьей степени[22]
- Джабагиева Дженнет Вассан-Гиреевна — польская писательница, военная журналистка, участница польского сопротивления.
- Джабагиев, Вассан-Гирей Ижиевич — ингушский просветитель, социальный мыслитель, крупный политический и общественный деятель, экономист-аграрник, социолог, публицист. Являлся одной из наиболее видных фигур в постреволюционной антисоветской деятельности кавказской эмиграции.
- Мальсагов, Созерко Артаганович — офицер Российской императорской армии, участник побега из Соловецкого лагеря особого назначения, офицер Войска Польского, участник польского и французского Сопротивления. Автор всемирно известной книги «Адский остров», про Советскую тюрьму на дальнем севере, где он сам содержался и смог оттуда сбежать.